# Ansonia latirostra
Ansonia latirostra es una especie de anfibio anuro de la familia Bufonidae.

## Distribución geográfica
Esta especie es endémica de Malasia peninsular. Se encuentra en Gunung Benom en Pahang y en Gunung Lawit en Terengganu.

## Descripción
Los machos miden hasta 23 mm y las hembras hasta 30 mm.

## Publicación original
- Grismer, 2006: A new species of Ansonia Stoliczka 1872 (Anura : Bufonidae) from central Peninsular Malaysia and a revised taxonomy for Ansonia from the Malay Peninsula. Zootaxa, n.º 1327, p. 1-21.[6]